# Ati (Ciad)
Ati è un comune del Ciad, capoluogo del dipartimento di Batha Occidentale, nella provincia di Batha.
Ati è ubicata a 370 km dalla capitale N'Djamena, e si trova ad un'altitudine di 300 metri.

## Società

### Evoluzione demografica
| Anno | Abitanti |
| ---- | -------- |
| 1993 | 17 727   |
| 2008 | 25 373   |